# Troutville (Pennsilvània)
Troutville és una població dels Estats Units a l'estat de Pennsilvània. Segons el cens del 2000 tenia 224 habitants.

## Demografia
Segons el cens del 2000, Troutville tenia 224 habitants, 82 habitatges, i 65 famílies. La densitat de població era de 110,9 habitants/km².
Dels 82 habitatges en un 39% hi vivien nens de menys de 18 anys, en un 62,2% hi vivien parelles casades, en un 14,6% dones solteres, i en un 20,7% no eren unitats familiars. En el 18,3% dels habitatges hi vivien persones soles l'11% de les quals corresponia a persones de 65 anys o més que vivien soles. El nombre mitjà de persones vivint en cada habitatge era de 2,73 i el nombre mitjà de persones que vivien en cada família era de 3,15.
Per edats la població es repartia de la següent manera: un 28,1% tenia menys de 18 anys, un 8,5% entre 18 i 24, un 26,3% entre 25 i 44, un 21,9% de 45 a 60 i un 15,2% 65 anys o més.
L'edat mediana era de 38 anys. Per cada 100 dones de 18 o més anys hi havia 80,9 homes.
La renda mediana per habitatge era de 32.813$ i la renda mediana per família de 37.188$. Els homes tenien una renda mediana de 29.375$ mentre que les dones 20.000$. La renda per capita de la població era de 15.335$. Entorn del 3,3% de les famílies i el 7,1% de la població estaven per davall del llindar de pobresa.

## Poblacions més properes
El següent diagrama mostra les poblacions més properes.